# Светофар
Светофар е устройство за светлинна сигнализация, служеща за регулиране на шосейното и уличното движение. Светофарите излъчват обикновено три вида светлина: червена – забраняваща движението, зелена – разрешаваща движението, жълта – предупреждаваща.
Съществуват и специализирани светофари:
- Пешеходен светофар – Обикновено има две светлини зелена и червена. Като за улеснение има фигури изобразяващи вървящо или спряло човече, често е придружен с брояч на времето оставащо за преминаване и/или звукова сигнализация за хора с увреждане на зрението.
- Шосеен прелезен светофар – мигащи 2 или повече червени светлини придружени със звуков сигнал предупреждават за приближаването на влакова композиция на ЖП прелез.
- Светофар за регулиране движението на трамваите – Има 4 светещи полета, 3 от които са разположени хоризонтално едно до друго, а четвъртото е разположено в средата под тях. При включени трите горни светлини хоризонтални светлини и изключена долната – навлизането в кръстовището е забранено, при включени долна светлина и горна над нея – разрешено е движението направо, при включени долна светлина и горна дясна – разрешено е движението надясно и при включени долна светлина и горна лява – разрешено е движението наляво.

Уличните светофари се поставят на кръстовищата, площадите и някои прави участъци на улици, отдясно по посока на движението, върху колони или на въздушна мрежа.
Железопътното движение се регулира с подобни устройства наречени светофори и семафори.